# Le Soleil en face
Pour plus de détails, voir Fiche technique et Distribution.
Le Soleil en face est un film français réalisé par Pierre Kast et sorti en 1980.

## Synopsis
Un écrivain de gauche qui en est à l'heure du doute, de l'échec, se retire au Portugal, avec sa femme dans la maison d'une amie. Un examen médical fait découvrir qu'il est atteint d'un cancer généralisé et va mourir bientôt. Pour ses proches, le début d'une alternative angoissante, faut-il ou non lui dire la vérité? Pour le héros, écrivain, qui finit par apprendre la vérité, c'est la peur, la révolte et puis le soleil qu'il finit par regarder en face.
Le Soleil en face est film grave et pudique, où l'on voit un homme refuser le mensonge et le compromis, il veut vivre sa mort avec lucidité. C'est un film contre la terreur de la mort. Changer la mort, dédramatiser cette mort que chacun d'entre nous aimerait affronter pour de vrai le plus tard possible!

## Fiche technique
- Titre : Le Soleil en face
- Réalisation : Pierre Kast
- Scénario : Pierre Kast et Alain Aptekma
- Photographie : Gérard de Battista
- Musique : Sérgio Godinho
- Producteur délégué : Humbert Balsan
- Producteur délégué : Stéphane Tchalgadjieff
- Producteur délégué : Serge Marquand
- Pays de production :  France
- Durée : 95 minutes
- Date de sortie : France - 16 janvier 1980
- Affiche : Jouineau Bourduge (France)

## Distribution
- Jean-Pierre Cassel : Marat
- Stéphane Audran : Geneviève
- Alexandra Stewart : Sandra
- Pierre Vaneck : Dr. Bollinger
- Béatrice Bruno : Catherine
- Françoise Prévost : Jeanne
- Rita Pavão : une enfant